# Anton Corbijn
Anton Johannes Gerrit Corbijn van Willenswaard (Strijen, 20 de maio de 1955) é um fotógrafo e cineasta neerlandês. Ele é mais conhecido por ter dirigido videoclipes, como "Electrical Storm", do U2 em 2002, "Personal Jesus", "Strangelove" e "Enjoy the Silence" dos Depeche Mode em 1989, "Headhunter" (1988) e "Tragedy for You" (1991) do Front 242 em 2002 e "Heart-Shaped Box" do Nirvana em 1993 - além de "Salvation" de Roxette e "Talk" e também uma versão do clipe "Viva la Vida" em homenagem a Enjoy The Silence.
No cinema, Corbijn dirigiu o filme Control, de 2007, sobre Ian Curtis, o vocalista da banda britânica de rock Joy Division, além de The American em 2010, O Homem Mais Procurado em 2014, "Life" filme autobiográfico em 2015 e "Spirits in the Forest" documentário sobre os Depeche Mode em 2019.
Corbijn também fez alguns trabalhos como fotógrafo para capas de discos, por exemplo, a foto da capa do álbum Vienna do grupo Ultravox, e as fotos do U2 no encarte do álbum The Joshua Tree, são dele.